# 5015 Літке
5015 Літке (5015 Litke) — астероїд головного поясу, відкритий 1 листопада 1975 року.
Тіссеранів параметр щодо Юпітера — 3,673.
Названий на честь Федора Петровича Літке (1797—1882), російського мореплавця і географа, дослідника Арктики, адмірала і вченого, президента Імператорської Академії наук в Санкт-Петербурзі у 1864—1882. Його ім'я часто зустрічається на картах світу.